# Cinara brevisaeta
Cinara brevisaeta är en insektsart. Cinara brevisaeta ingår i släktet Cinara och familjen långrörsbladlöss. Inga underarter finns listade i Catalogue of Life.